# Episodi di Black-ish (sesta stagione)
La sesta stagione della serie televisiva Black-ish, composta da 23 episodi, è stata trasmessa dall'emittente televisiva statunitense ABC dal 24 settembre 2019 al 5 maggio 2020.
In Italia la stagione è stata pubblicata il 22 settembre 2021 sulla piattaforma Disney+. È stata trasmessa in chiaro dal 5 settembre 2023 su Italia 1.
| n° | Titolo originale             | Titolo italiano                    | Prima TV USA      | Prima TV Italia   |
| -- | ---------------------------- | ---------------------------------- | ----------------- | ----------------- |
| 1  | Pops the Question            | La sorpresa di Pops                | 24 settembre 2019 | 22 settembre 2021 |
| 2  | Every Day I'm Struggling     | Lottare ogni giorno                | 1º ottobre 2019   | 22 settembre 2021 |
| 3  | Feminisn't                   | Femminismo moderno                 | 8 ottobre 2019    | 22 settembre 2021 |
| 4  | When I Grow Up (To Be a Man) | Questioni di altezza               | 15 ottobre 2019   | 22 settembre 2021 |
| 5  | Mad and Boujee               | Elite nera                         | 22 ottobre 2019   | 22 settembre 2021 |
| 6  | Everybody Blames Raymond     | L'indesiderato                     | 29 ottobre 2019   | 22 settembre 2021 |
| 7  | Daughters for Dummies        | Figlie per i fessi                 | 12 novembre 2019  | 22 settembre 2021 |
| 8  | O Mother Where Art Thou?     | O mamma dove sei?                  | 19 novembre 2019  | 22 settembre 2021 |
| 9  | University of Dre            | L'università di Dre                | 26 novembre 2019  | 22 settembre 2021 |
| 10 | Father Christmas             | Babbo Natale                       | 10 dicembre 2019  | 22 settembre 2021 |
| 11 | Hair Day                     | La giornata dei capelli            | 7 gennaio 2020    | 22 settembre 2021 |
| 12 | Boss Daddy                   | Papà Boss                          | 14 gennaio 2020   | 22 settembre 2021 |
| 13 | Kid Life Crisis              | Crisi adolescenziale               | 21 gennaio 2020   | 22 settembre 2021 |
| 14 | Adventure to Ventura         | Un'avventura liberatoria           | 28 gennaio 2020   | 22 settembre 2021 |
| 15 | The Gauntlet                 | Guanto da sfida                    | 11 febbraio 2020  | 22 settembre 2021 |
| 16 | Friendgame                   | L'amica del cuore                  | 18 febbraio 2020  | 22 settembre 2021 |
| 17 | You Don't Know Jack          | Non conosci Jack                   | 25 febbraio 2020  | 22 settembre 2021 |
| 18 | Best Supporting Husband      | Il miglior marito non protagonista | 17 marzo 2020     | 22 settembre 2021 |
| 19 | Dad Bod-y of Work            | Tutti i lavori di un papà          | 24 marzo 2020     | 22 settembre 2021 |
| 20 | A Game of Chicken            | Un gioco di gallina                | 7 aprile 2020     | 22 settembre 2021 |
| 21 | Earl, Interrupted            | Earl disturbato                    | 14 aprile 2020    | 22 settembre 2021 |
| 22 | ...Baby One More Time        | Baby Shower                        | 28 aprile 2020    | 22 settembre 2021 |
| 23 | Love, Boat                   | La barca dell'amore                | 5 maggio 2020     | 22 settembre 2021 |